# Manoir de la Fosse (Saint-Aubin-le-Dépeint)
Le manoir de la Fosse est un manoir situé à Saint-Aubin-le-Dépeint (Indre-et-Loire) en France et inscrit aux monuments historiques le 25 janvier 1996.